# Evelyn Baghtcheban
Evelyn Baghtcheban (nombre de nacimiento, Evlin Örge) (Mersin, 1928-31 de octubre de 2010) fue una cantante de ópera mezzo-soprano turcopersa y una de las solistas, confundadora de la Ópera de Teherán en Rudaki Hall y fundadora del Grupo Coral de Teherán. También impartió clases en el Conservatorio de Música de Teherán, donde tuvo alumnos como Hossein Sarshar, Pari Zanganeh y Sudabeh Tajbakhsh. 

## Biografía
Evlin Baghtcheban nació de un padre siriolibaneés y una madre francesa. En 1950 se casó con el compositor iraní Samin Baghtcheban, que conoció cuando eran estudiantes en el Conservatorio Estatal de Ankara de la Universidad de Hacettepe.
En 1967 Evlin Baghcheban fundó el Grupo Coral de Teherán, que apareció en la ceremonia de coronación de Mohammad-Reza Shah, dirigida por Evlin Baghcheban en el Palacio de Golestán.
En 1973, la Fundación Farah Pahlavi eligió a Evlin Baghcheban para establecer un conservatorio de música para niños huérfanos. En esa escuela, Baghcheban organizó un grupo coral llamado el Coro Farah. Ese coro grabó álbumes en Viena, Austria en 1978: "Rainbow" (composiciones para niños de Samin Baghchenan) y "Choral Music from Persia" (canciones tradicionales arregladas por Rubik Gregorian y Samin Baghcheban).
Poco después de la revolución iraní de 1979 Baghcheban se trasladó a Estambul. 

## Tributo
En ocasión de décimo aniversario de Baghcheban, su hijo, Kaveh, publicó un libro titulado The Days Tehran had Opera donde contiene fotos, documentos históricos  y programas de conciertos de su madre con un CD con grabaciones de su madre en el Ópera de Teherán de la década de los 60.